# International Film Festival and Forum on Human Rights
Het International Film Festival and Forum on Human Rights (Internationaal Filmfestival en Mensenrechtenforum, FIFDH) is een van de belangrijkste internationale evenementen over het thema film en mensenrechten.
Het festival is niet toevallig gevestigd in Genève, de “hoofdstad van de Rechten van de Mens”. Bovendien wordt het festival jaarlijks georganiseerd in de maand maart, in dezelfde periode als de Mensenrechtenraad van de Verenigde Naties.
Het festival werd in 2003 opgericht door Léo Kanenman. De directeur is sedert 2015 Isabelle Gattiker.

## Prijzen
Op het festival worden prijzen uitgereikt in meerdere categorieën, zoals::
Categorie “Creatieve documentaires”: 
- Grand Prize of Geneva (prijs van de Stad en Kanton Genève)
- Prize Gilda Vieira de Mello (in herinnering aan haar zoon Sérgio Vieira de Mello)
- Youth Jury Award

Categorie "OMCT-competitie": 
- Prix de l’Organisation Mondiale Contre la Torture (OMCT)

Categorie "Fictie en mensenrechten":
- Grand Prize Fiction and human rights
- YOUTH JURY AWARD